# Hino
Pour les articles homonymes, voir Hino (homonymie).
Hino (日野市, Hino-shi) est une ville de la métropole de Tokyo au Japon.

## Géographie

### Situation
Hino est située au nord des collines de Tama, dans le centre-ouest de la métropole de Tokyo.

### Municipalités limitrophes
| Akishima | Tachikawa | Kunitachi |
| Hachiōji | Hino      | Fuchū     |
| Hachiōji | Hachiōji  | Tama      |

### Démographie
En avril 2021, la population était de 187 048 habitants répartis sur une superficie de 27,55 km2.

### Hydrographie
La ville est bordée par le fleuve Tama au nord.

## Histoire
Hino est originellement un relais, le long de la route Kōshū Kaidō, appelé « Hino-juku » (日野宿). Il est formellement établi en tant que village le 31 mars 1889 par la fusion de trois villages dans le district de Minamitama. Le bourg moderne de Hino fut fondé le 1er avril 1893. Il obtient le statut de ville le 3 novembre 1963.

## Culture locale et patrimoine
Hino abrite le zoo de Tama (多摩動物公園, Tama dōbutsu kōen) dirigé par le gouvernement de Tokyo. On trouve également le Takahata Fudo, un important temple bouddhiste.

## Transports
La ville est desservie par la ligne Chūō de la JR East, les lignes Keiō et Dōbutsuen de la Keio, et par le monorail Tama Toshi.

## Jumelage
Hino est jumelée avec Redlands aux États-Unis.

## Symboles municipaux
Les symboles de Hino sont le chêne, le chrysanthème et le martin-pêcheur.

## Personnalités liées à la commune
- Hijikata Toshizo (1835-1869) est né à Hino.

## Galerie

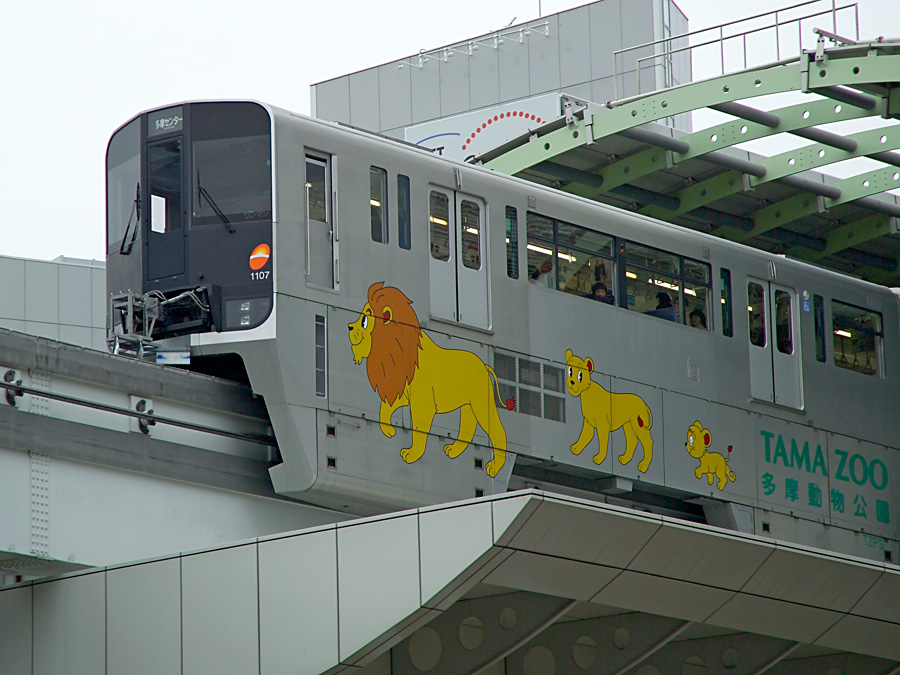
Le monorail Tama Toshi avec ses publicités pour le zoo de Tama.